# Método de matriz
El método de matriz es un método de análisis estructural usado como un principio fundamental en muchas aplicaciones en la  ingeniería civil. 
El método es llevado a cabo mediante el uso de cualquier matriz de rigidez o de flexibilidad.